# Ciona
Genre
Ciona est un genre d'ascidies de la famille des Cionidae.

## Liste des genres
Selon World Register of Marine Species (20 septembre 2023) :
- Ciona antarctica Hartmeyer, 1911
- Ciona edwardsi Roule, 1884
- Ciona fascicularis Hancock, 1870
- Ciona gelatinosa Bonnevie, 1896
- Ciona hoshinoi Monniot, 1991
- Ciona imperfecta Monniot C. & Monniot F., 1977
- Ciona intermedia Mastrototaro, 2020
- Ciona intestinalis (Linnaeus, 1767) -- espèce-type
- Ciona longissima Hartmeyer, 1899
- Ciona mollis Ritter, 1907
- Ciona pomponiae Monniot & Monniot, 1989
- Ciona robusta Hoshino & Tokioka, 1967
- Ciona roulei Lahille, 1887
- Ciona savignyi Herdman, 1882
- Ciona sheikoi Sanamyan, 1998